# Qualité d'expérience
La Qualité d'Expérience fait référence à la Qualité d'Expérience utilisateur. Cette notion se retrouve sous différentes terminologies dont la principale, empruntée à l'anglais est la QoE (Quality of Experience). Le terme QoE est de fait parmi les termes les plus utilisés et fédérateurs au niveau international pour aborder ce concept. Il faut différencier ce que représente la Qualité d'expérience pour un utilisateur avec la façon dont elle se mesure réellement. En effet la QoE représente l'ensemble des caractéristiques objectives et subjectives propres à satisfaire, fidéliser ou donner confiance à un utilisateur au travers du cycle de vie d'un service. Par opposition, la mesure de la QoE se fait par une évaluation subjective d'une personne ou d'une population cohérente d'utilisateurs sur un service dont elles ont l'usage.
La définition officielle de la QoE est donnée par la recommandation P.10/G.110 de l'Union Internationale de Télécommunications (voir le texte de la norme). Cette définition est :
The degree of delight or annoyance of the user of an application or service. It results from the fulfillment of his or her expectations with respect to the utility and/or enjoyment of the application or service in the light of the users personality and current state.
La Qualité d'Expérience concerne tout type de service à partir du moment où l'on peut parler d'usage. Cela concerne par exemple la navigation internet, un appel téléphonique, une émission TV, l'utilisation d'une application métier en entreprise... Dans le cas d'une émission TV, le temps de zapping et les dégradations sur l'image constituent des caractéristiques objectives et mesurables de la QoE (mais elles sont loin d'être les seules). La mesure effective de la QoE peut elle être réalisée au moyen d'un questionnaire sur une population déterminée d'utilisateurs de cette même émission TV.
Avec l'objectif de rapprocher des mesures objectives avec la Qualité d'Expérience, il est intéressant de faire un parallèle entre la Qualité de service (ou QoS) et la QoE.

## Exemples de mise en œuvre

### Qualité d'Expérience de la Télévision / IPTV
Dans le contexte de la télévision (ou encore de la Télévision IP, la mesure de la qualité utilisateur entend s'affranchir des composantes techniques (Marque, modèle de la télévision, définition standard ou haute) ainsi que du type de contenu.
Les constructeurs de solutions de mesure QoE mettent en général en avant une métrique "agrégée" relative au ressenti utilisateur appelée MOS (Mean Opinion Score ou Note d'Opinion Moyenne).  Parmi les facteurs influant sur cette métrique pour la télévision on peut notamment trouver : Le "Block" (présence de carré à l'image), "Blur" (netteté de l'image), le "Jerkiness" (saccade et gel d'image) ainsi que le temps de zapping. Les facteurs "Block", "Blur" et "Jerkiness" sont aussi appelés artéfacts.
La mesure des paramètres de Qualité d'Expérience de l'IPTV a aussi fait l'objet d'une recommandation de l'ITU ITU-T G.1080.
En plus de la qualité d'image, les systèmes de mesure de la Qualité d'Expérience mettent en avant le confort d'utilisation d'un service. Par exemple la réactivité lors de la navigation dans les menus d'un portail de Vidéo à la demande.

### Qualité d'Expérience de la voix
De nombreux travaux ont été effectués concernant la mesure de la qualité de la voix. Le modèle de référence le plus récent s'appelle POLQA et constitue la norme P.863 de l'UIT. Il s'agit d'un modèle psychoacoustique mesurant la dégradation obtenue après transmission d'échantillons sonores normalisés échantillonnés à 8 (on parle de mode NB) ou 48 kHz (on parle de mode SWB ou universel). Cette dégradation est ensuite rapportée au comportement de l'oreille humaine afin d'en déduire la qualité perçue par l'utilisateur final. Le score obtenu est un score MOS (Mean Opinion Score) entre 1 et 5.
Cette note MOS n'est qu'une dimension parmi d'autres de la QoE des services vocaux. On peut aussi citer la présence d'artefacts dans la communication (écho, par exemple), la capacité à accéder au service et à établir un appel, le temps de transmission sur le réseau, ou bien encore le prix de la communication.
La technologie d'aujourd'hui permet de gérer aussi les applications qui tournent autour de la voix : Appels Téléphoniques Entrants/Sortants, SVI (Serveur Vocal Interactif), Parcours Client... Ainsi il devient possible pour les infrastructures comme des centres de contact d'optimiser au mieux la gestion de la qualité d'expérience dans l'ensemble parcours client grâce à des tests actifs.

## Utilisation de la Qualité d'Expérience
Les outils de Qualité d'Expérience sont en général utilisés en parallèle des outils de Qualité de Service. Ils permettent de mettre en avant une dégradation du service d'un point de vue utilisateur et donc de déclencher des analyses avec l'objectif d'aboutir à des actions de remédiation. De même, ils permettent aux ingénieurs (services TV, voix...) ou aux responsables techniques ou métiers (Applicatifs en entreprise) de pré-orienter leurs recherches et donc de réduire le temps de résolution d'un problème.
La Qualité d'Expérience offre une approche bout-en-bout, soit en faisant appel à l'évaluation du service par une population d'utilisateurs, soit en simulant le comportement d'utilisateurs au moyen d'outils spécifiquement développés pour le besoin de la Qualité d'Expérience utilisateur.